# Ruby Franke
Ruby Franke (/'fɹæŋki/, apellido de soltera Griffiths; nacida el 18 de enero de 1982)  es una ex vloggera familiar estadounidense que tenía el ahora desaparecido canal de YouTube 8 Passengers. El 30 de agosto de 2023, Ruby Franke y Jodi Hildebrandt fueron arrestadas en el condado de Washington, Utah, Estados Unidos; y acusadas de seis cargos de abuso infantil agravado hacia dos de los hijos de Franke. Ruby Franke se declaró culpable de cuatro y el 20 de febrero de 2024 fue condenada a cumplir entre cuatro y treinta años de prisión.

## Carrera
A principios de 2015, Franke creó un canal de YouTube llamado 8 Passengers, en el que documentó su vida familiar mormona en Utah con su esposo Kevin y sus seis hijos: Shari, Chad, Abby, Julie, Russell e Eve. Originalmente publicaba cinco días a la semana a las 6:00 a.m. El canal llegó a tener alrededor de 2,5 millones de suscriptores  y acumuló mil millones de visitas.
A comienzos del 2020, Chad (en ese entonces de 16 años), dijo que le habían prohibido entrar en su habitación y le habían obligado a dormir en un puff durante siete meses. En ese momento, los espectadores comenzaron a preocuparse por los métodos disciplinarios de su madre, los cuales también incluían negarles comida, enviarlos a un campamento para adolescentes con problemas, amenazar con decapitar sus juguete de peluche y decirle a dos de sus hijos que Papá Noel no les traería nada para Navidad porque eran demasiado "insensibles" para responder a otros castigos. Se lanzó una petición en Change.org denunciando la percepción de abuso y negligencia infantil.    Ruby y Kevin publicaron un artículo en defensa de la disciplina, diciendo que los incidentes habían sido sacados de contexto. El canal de YouTube 8 Passengers perdió popularidad en 2021.
En 2022, los Franke se separaron y Kevin se mudó de la casa. Ruby eliminó el canal de YouTube  y comenzó a trabajar como entrenadora de salud mental en ConneXions, una empresa dirigida por Jodi Hildebrandt, una consejera mormona. Lanzaron un nuevo canal de video juntas llamado ConneXions en 2022, y crearon una cuenta conjunta de Instagram llamada Moms of Truth, que ofrecía clases para padres. Los vecinos y la hija mayor de los Franke, Shari, llamaron a las autoridades para verificar cómo estaban sus hermanos; todo ello después de observar que su madre a menudo dejaba a los niños solos en casa.

## Arresto y cargos
El 30 de agosto de 2023, Franke y Hildebrandt fueron arrestadas en Ivins, Utah. Dos días después, ambas fueron acusadas de seis cargos de abuso infantil agravado, un delito grave. Según un comunicado del Departamento de Seguridad Pública de Santa Clara-Ivins, los arrestos se produjeron después de que Russell (en ese entonces de 12 años) escapara de la casa de Hildebrandt por una ventana para pedir comida y agua en una casa vecina. El niño se veía desnutrido, y tenía heridas abiertas y cinta alrededor de sus extremidades.    Los servicios de emergencia encontraron a Eve (de 10 años) en la casa, también desnutrida. Ambos niños fueron llevados a un hospital, donde el niño fue tratado por desnutrición severa y "laceraciones profundas por estar atado con una cuerda".  Durante una búsqueda en la casa se encontraron pruebas "que coincidían con las marcas" de Russell, y la División de Servicios Infantiles y Familiares de Utah se hizo cargo de él, de Eve y las otras dos hijas de Franke: Abby y Julie.  La policía informó más tarde que, según el niño, se habían utilizado pimienta de cayena y miel para curar sus heridas.
Franke y Hildebrandt fueron detenidas sin derecho a fianza. Hildebrandt renunció a su licencia como consejera en espera de la resolución del caso judicial y de una investigación disciplinaria. Después de su arresto, YouTube prohibió a Franke acceder a la plataforma y también eliminó dos canales vinculados a ella. 
El 18 de diciembre de 2023, Franke se declaró culpable de cuatro cargos de abuso infantil agravado. Posteriormente se declaró inocente de otros dos cargos. Entre los hechos expuestos se mencionó un incidente en el que Ruby obligó a Russell a trabajar al aire libre durante varias semanas sin protección adecuada, lo que le provocó graves quemaduras solares, y afirmó que los niños estaban poseídos. Franke aceptó cumplir una pena de prisión y cumplir sus respectivas condenas consecutivamente en lugar de simultáneamente. Se esperaba que Franke testificara contra Hildebrandt en el próximo juicio de la ex consejera, pero esta última se declaró culpable por separado de cuatro cargos de abuso infantil agravado el 27 de diciembre, y dos cargos fueron retirados como parte de otro acuerdo de culpabilidad.  El 20 de febrero de 2024, Franke recibió cuatro condenas consecutivas de entre uno y quince años de prisión, lo que significa que deberá cumplir una pena mínima de cuatro años. Aunque el plazo máximo que podría imponerse para todas las sentencias sería de 60 años, el Código de Utah dicta que el tiempo cumplido por un acusado a quien se le imponen sentencias consecutivas no debe exceder los 30 años, excepto en circunstancias de cadena perpetua o pena de muerte. La Junta de Indultos y Libertad Condicional de Utah decidirá el período exacto que cumplirá. El caso se tratará en la película de Lifetime de octubre de 2024 "El Diablo en la Familia: la caída de Ruby Franke".  La película fue percibida negativamente al momento de su anuncio. Shari Franke (la mayor de los seis hijos de Ruby y Kevin) dijo que no se les informó sobre la película, que ninguna de las ganancias de la película iría a los hermanos menores en cuestión, y que lanzar la película solamente lastimaría a las víctimas más de lo que ya están.  

## Vida personal
Los Franke son miembros de La Iglesia de Jesucristo de los Santos de los Últimos Días. Shari, la hija mayor, ha declarado que desde hace mucho tiempo desaprueba las estrategias de crianza de su madre.
Franke tiene tres hermanas que también son influencers en la crianza de los hijos. Ellas se desvincularon de sus acciones en una declaración conjunta    y más tarde en videos individuales.
En noviembre de 2023, Kevin (el marido de Ruby) solicitó el divorcio después de estar separados durante más de un año.